# Рандаль Коло Муані
Рандаль Коло Муані (фр. Randal Kolo Muani; нар. 5 грудня 1998, Бонді) — французький футболіст, нападник клубу «Парі Сен-Жермен» на правах оренди виступає за «Ювентус», та національної збірної Франції.
Виступав, зокрема, за клуб «Нант», а також олімпійську збірну Франції.
Володар Кубка Франції.

## Клубна кар'єра
Рандаль Коло Муані народився 5 грудня 1998 року в місті Бонді. Його сім'я конголезького походження.
Вихованець юнацьких команд футбольних клубів «Вільпент», «Тремблей», «Торсі» та «Нант».
4 червня 2018 року він підписав свій перший професійний контракт з молодіжною командою «Нант». 30 листопада 2018 року Рандаль дебютував у складі основи клубу «Нант» в матчі проти «Сент-Етьєна».
У серпні 2019 року на правах оренди перейшов до клубу «Булонь».
Влітку 2020 року повернувся до команди «Нант». За підсумками сезону 2021–22 потрапив до десятки найкращим бомбардирів ліги.
4 березня 2022 року підписав передконтрактну угоду з німецьким клубом «Айнтрахт». Пізніше уклав з німцями п'ятирічний контракт. 5 серпня 2022 року дебютував у Бундеслізі в матчі проти «Баварії» відзначившись забитим голом. Відіграв за франкфуртський клуб 34 матчі в національному чемпіонаті.
1 вересня 2023 року Рандаль перейшов до клубу «Парі Сен-Жермен», уклавши контракт на п'ять років.
23 січня 2025 року на правах оренди до кінця поточного сезону перейшов до італійського клубу «Ювентус». 25 січня в матчі проти «Наполі» відзначився голом. 7 лютого відзначився дублем у виїзній перемозі над «Комо» з рахунком 2–1, таким чином Рандаль забивав у трьох поспіль матчах зрівнявшись за цим показником із Роберто Баджо 1990 року. За підсумками лютого визнаний найкращим гравцем ліги.

## Виступи за збірні
Протягом 2020–21 років залучався до складу молодіжної збірної Франції. На молодіжному рівні зіграв у 7 офіційних матчах, забив 1 гол.
2021 року захищав кольори олімпійської збірної Франції. У складі цієї команди провів 4 матчі, забив 1 гол.
На чемпіонаті світу 2022 в Катарі, в півфінальному матчі проти збірної Марокко, вийшов на заміну у 2-му таймі і на 79 хвилині забив гол.

## Статистика виступів

### Статистика клубних виступів
| Сезон                     | Команда                   | Чемпіонат                 | Чемпіонат | Чемпіонат | Національний кубок | Національний кубок | Національний кубок | Континентальні кубки | Континентальні кубки | Континентальні кубки | Інші змагання | Інші змагання | Інші змагання | Усього | Усього | Усього |
| Сезон                     | Команда                   | Ліга                      | Ігор      | Голів     | Ліга               | Ігор               | Голів              | Ліга                 | Ігор                 | Голів                | Ліга          | Ігор          | Голів         | Ігор   | Голів  |        |
| ------------------------- | ------------------------- | ------------------------- | --------- | --------- | ------------------ | ------------------ | ------------------ | -------------------- | -------------------- | -------------------- | ------------- | ------------- | ------------- | ------ | ------ | ------ |
| 2015–16                   | «Нант-2»                  | АЧФ                       | 1         | 0         |                    | -                  | -                  |                      | -                    | -                    |               | -             | -             | 1      | 0      |        |
| 2016–17                   | «Нант-2»                  | АЧФ                       | 21        | 8         |                    | -                  | -                  |                      | -                    | -                    |               | -             | -             | 21     | 8      |        |
| 2017–18                   | «Нант-2»                  | АЧФ-2                     | 21        | 6         |                    | -                  | -                  |                      | -                    | -                    |               | -             | -             | 21     | 6      |        |
| 2018–19                   | «Нант-2»                  | АЧФ                       | 17        | 3         |                    | -                  | -                  |                      | -                    | -                    |               | -             | -             | 17     | 3      |        |
| серп. 2019                | «Нант-2»                  | АЧФ                       | 1         | 0         |                    | -                  | -                  |                      | -                    | -                    |               | -             | -             | 1      | 0      |        |
| 2018–19                   | «Нант»                    | Л1                        | 6         | 0         | КФ+КЛ              | 0                  | 0                  |                      | -                    | -                    |               | -             | -             | 6      | 0      |        |
| 2019–20                   | «Булонь»                  | НЧ                        | 14        | 3         | КФ+КЛ              | 0                  | 0                  |                      | -                    | -                    |               | -             | -             | 14     | 3      |        |
| 2020–21                   | «Нант-2»                  | АЧФ                       | 1         | 0         |                    | -                  | -                  |                      | -                    | -                    |               | -             | -             | 1      | 0      |        |
| Усього за Нант-2          | Усього за Нант-2          | Усього за Нант-2          | 62        | 17        |                    | -                  | -                  |                      | -                    | -                    |               | -             | -             | 62     | 17     |        |
| 2020–21                   | «Нант»                    | Л1                        | 37+2      | 9+1       | КФ                 | 1                  | 0                  |                      | -                    | -                    |               | -             | -             | 40     | 10     |        |
| 2021–22                   | «Нант»                    | Л1                        | 35        | 12        | КФ                 | 4                  | 1                  |                      | -                    | -                    |               | -             | -             | 39     | 13     |        |
| Усього за Нант            | Усього за Нант            | Усього за Нант            | 80        | 22        |                    | 6                  | 1                  |                      | -                    | -                    |               | -             | -             | 86     | 23     |        |
| 2022–23                   | «Айнтрахт»                | БЛ                        | 32        | 15        | КН                 | 6                  | 6                  | ЛЧ                   | 7                    | 2                    | СУ            | 1             | 0             | 46     | 23     |        |
| 2023–24                   | «Айнтрахт»                | БЛ                        | 2         | 1         | КН                 | 1                  | 1                  | ЛК                   | 1                    | 1                    | -             | -             |               | 4      | 3      |        |
| Усього за Айнтрахт        | Усього за Айнтрахт        | Усього за Айнтрахт        | 34        | 16        |                    | 7                  | 7                  |                      | 8                    | 3                    |               | 1             | 0             | 50     | 26     |        |
| 2023–24                   | «Парі Сен-Жермен»         | Л1                        | 26        | 6         | КФ                 | 3                  | 2                  | ЛЧ                   | 10                   | 1                    | СФ            | 1             | 0             | 40     | 9      |        |
| 2024–25                   | «Парі Сен-Жермен»         | Л1                        | 10        | 2         | КФ                 | 0                  | 0                  | ЛЧ                   | 4                    | 0                    | СФ+КЧС        | 0             | 0             | 14     | 2      |        |
| Усього за Парі Сен-Жермен | Усього за Парі Сен-Жермен | Усього за Парі Сен-Жермен | 36        | 8         |                    | 3                  | 2                  |                      | 10                   | 1                    |               | 1             | 0             | 54     | 11     |        |
| 2024–25                   | «Ювентус»                 | СА                        | 1         | 1         | КІ                 | 0                  | 0                  |                      | -                    | -                    |               | -             | -             | 1      | 1      |        |
| Усього за кар'єру         | Усього за кар'єру         | Усього за кар'єру         | 227       | 67        |                    | 15                 | 10                 |                      | 22                   | 4                    |               | 2             | 0             | 266    | 81     |        |

### Статистика виступів за збірну
| Дата      | Місто    | Господарі | Результат | Гості   | Турнір             | Голи | Примітки |
| --------- | -------- | --------- | --------- | ------- | ------------------ | ---- | -------- |
| 22-7-2021 | Токіо    | Мексика   | 4 – 1     | Франція | ОІ 2020 - 1-й етап | -    | 60'      |
| 25-7-2021 | Сайтама  | Франція   | 4 – 3     | ПАР     | ОІ 2020 - 1-й етап | -    |          |
| 28-7-2021 | Йокогама | Франція   | 0 – 4     | Японія  | ОІ 2020 - 1-й етап | -    | 74'      |
| Усього    |          | Матчів    | 3         |         | Голів              | 0    |          |

| Дата       | Місто           | Господарі   | Результат | Гості       | Турнір                             | Голи | Примітки  |
| ---------- | --------------- | ----------- | --------- | ----------- | ---------------------------------- | ---- | --------- |
| 8-10-2020  | Страсбург       | Франція     | 5 – 0     | Ліхтенштейн | Кваліфікація молодіжного Євро-2021 | -    | 64'       |
| 10-10-2020 | Страсбург       | Франція     | 1 – 0     | Словаччина  | Кваліфікація молодіжного Євро-2021 | -    | 61'       |
| 12-11-2020 | Вадуц           | Ліхтенштейн | 0 – 5     | Франція     | Кваліфікація молодіжного Євро-2021 | -    | 73'       |
| 16-11-2020 | Кан (Кальвадос) | Франція     | 3 – 1     | Швейцарія   | Кваліфікація молодіжного Євро-2021 | 1    | 75' 90+4' |
| 25-5-2021  | Сомбатгей       | Франція     | 0 – 1     | Данія       | Молодіжне Євро-2021                | -    | 62'       |
| 28-5-2021  | Сомбатгей       | Росія       | 0 – 2     | Франція     | Молодіжне Євро-2021                | -    | 76' 90+1' |
| 21-5-2021  | Дьєр            | Ісландія    | 0 – 2     | Франція     | Молодіжне Євро-2021                | -    | 61'       |
| Усього     |                 | Матчів      | 7         |             | Голів                              | 1    |           |

## Титули і досягнення

### Клубні
- Володар Кубка Франції (2):

«Нант»: 2021–2022
«Парі Сен-Жермен»: 2023-24
- Чемпіон Франції (2):

«Парі Сен-Жермен»: 2023-24, 2024-25
- Володар Суперкубка Франції (1):

«Парі Сен-Жермен»: 2023
- Переможець Ліги чемпіонів УЄФА (1):

«Парі Сен-Жермен»: 2024-25

### Збірні
- Віцечемпіон світу: 2022[22]